# Mario Marega
Mario Marega (Mossa, 1902 – Brescia, 30 gennaio 1978) è stato un missionario italiano.

## Biografia
Nato nel 1902 a Mossa, in provincia di Gorizia, Mario Marega entrò nel Collegio Salesiano di Vienna a quattordici anni; due anni dopo concluse il noviziato a Vernsee e fece la vestizione in Iugoslavia, dove iniziò a studiare le lingue con l'aiuto di suo padre Angelo; l'anno successivo, nel 1919, prese i voti di professione temporanea alla quale affiancò gli studi di teologia e filosofia. Venne ordinato prima Diacono e poi Presbitero, nel 1927.
Nel 1929, mentre fungeva da consigliere scolastico a Varazze, ottenne la patente di confessore.
Dal 1923 la Chiesa Cattolica iniziò ad affidare incarichi missionari nel territorio giapponese ai superiori di alcuni Ordini religiosi; i seguaci di Don Bosco, da sempre particolarmente propensi all'apostolato in territori non cristiani, si dimostrarono subito disponibili.
Poco dopo Mario Marega partì per la sua missione in Giappone, paese che lo incuriosiva dal punto di vista storico e culturale. Iniziò ben presto lo studio della lingua giapponese, che riuscì a padroneggiare con relativa rapidità.
Diversi dubbi permangono a proposito dell'effettiva data di partenza del salesiano alla volta dell'arcipelago: molto probabilmente egli salpò da Venezia il quattordici dicembre 1929 e giunse in Giappone nei primi giorni del 1930, al contrario di quanto suggerito dalla lettera mortuaria giunta dal Giappone.
Iniziò ad insegnare filosofia ai giovani salesiani a Miyazaki e a Takanabe, per poi spostarsi ad Ōita dove svolse l'attività di cappellano e dove pubblicò, nel 1933, tre opere: Ozanam, Shinkō no Konpon (Le origini della fede) e Katorikku wa kotaeru (I cattolici rispondono).
Nel 1947 tornò in Italia e venne ricevuto dal papa Pio XII e da Benedetto Croce mentre l'anno successivo fece visita alla comunità salesiana statunitense di San Francisco.
Non conosciamo la data precisa del rientro di Marega in Giappone, ma sappiamo che il suo viaggio all'estero durò circa due anni, al termine del quale riprese le sue attività di missionario, maestro e parroco a Usuki, nel Kyūshū e a Meguro. È proprio a Meguro che Mario Marega si ammalò: venne ricoverato e poi trasferito al Fatebenefratelli di Brescia, dove morì il trenta gennaio 1978.
In una delle confessioni di Marega ai fedeli della parrocchia statunitense salesiana citata leggiamo:
I translated the oldest book the Japanese have, something like the bible, we might say, of the Shinto religion and had it published. When the people of Ōita heard from Japanese newspapers of my work, they began to come to my mission.
Marega, che ovviamente si proponeva come obbiettivo principale l'evangelizzazione, adottò un comportamento sempre rispettoso della mentalità e del patrimonio culturale della civiltà giapponese, senza mai rivendicare una superiorità del cattolicesimo. Tale approccio è ben visibile nel suo Katorikku wa kotaeru, in cui la fede cristiana viene presentata come aperta ad altre concezioni filosofiche e religiose del mondo.
Accanto al suo interesse personale per la cultura giapponese, Marega non esita a ricordare anche la difficoltà del compito che il suo ruolo di missionario gli impone, come è evidente in queste righe in cui “parla di sé stesso in terza persona”:
I missionari trovarono una città ostile, una città avvelenata dalla propaganda anticattolica. […]. Il primo missionario salesiano giunto ad Oita si mise a studiare la storia della città; chiuso in camera, eccolo a studiare i libri più antichi del Giappone. [...] Quando i giapponesi videro i loro libri stampati in lingua italiana, tutto l'ambiente mutò d'un tratto. Il missionario era invitato in ogni scuola, in ogni circolo. I professori del liceo volevano sentire delle conferenze sui poeti latini. Le scuole normali volevano delle conferenze su Aristotele. Le scuole medie volevano sentire parlare dell'arte europea. E il missionario sempre ad accettare.
Questo brano manifesta le iniziali difficoltà incontrate dal missionariato cattolico in Giappone, che dovette affrontare una notevole resistenza, sciolta poi grazie all'autorevolezza dei salesiani, costruita sulla loro vasta cultura che propose un messaggio in grado di attirare l'attenzione degli ambienti culturali locali.
Questa “tattica” non fu in realtà un segreto. Vincenzo Cimatti, superiore della missione salesiana, dichiarò in un articolo in “Bollettino Salesiano” che un'approfondita conoscenza della cultura locale avrebbe permesso un insegnamento catechistico più attraente ed efficace. Possiamo asserire con certezza che l'ammirazione che Marega si conquistò tra i giapponesi fu di grande aiuto per il suo lavoro.
La spedizione dei salesiani si concentrò inizialmente sulla pubblicazione di periodici, cercando di sfruttare quella che era l'elevata alfabetizzazione della popolazione giapponese. In breve tempo nacque una vera e propria tipografia, l'editrice Don Bosco Sha (ドン・ボスコ社), che iniziò a produrre testi di contenuto religioso, tra cui il Waga shu iesusu kirisuto no seifukuin (わが主イエスス・キリストの正福音、Vangelo unificato di Nostro Signore Gesù Cristo), edito nel 1930 che, grazie alla semplicità di lettura, vendette trentamila copie.
“Letture Cattoliche” fu il titolo di una collana di saggi su tematiche religiose iniziata da Don Bosco e continuata da vari salesiani, tra cui Marega, che scrisse l'ultimo numero della serie, Toyotomi Hideyoshi to kirishitan daimyō (豊臣秀吉とキリシタン大名), a proposito del samurai Toyotomi Hideyoshi in relazione ai suoi contatti con i signori feudali convertiti al Cristianesimo.
Numerosi articoli inviati dai missionari furono poi pubblicati su riviste religiose in Italia, tra cui “Gioventù Missionaria” e “Bollettino Salesiano”; questi articoli indagavano gli aspetti più variegati della cultura indigena: il rapporto con la natura, la figura imperiale, le festività shintoiste, il culto dei morti e il cibo.
Nel 1939 Marega contribuì, insieme ad alcuni ricercatori religiosi e laici (sia giapponesi che provenienti da diversi paesi europei) alla fondazione della rivista scientifico-culturale “Monumenta Nipponica” (Nihon Bunkashi) 12, un'iniziativa editoriale che indagò la cultura giapponese nella sua interezza.
Di grande importanza fu anche il ritrovamento, da parte di Marega, di documenti riguardanti la storia del cristianesimo in Giappone, raccolti nei volumi Bungo Kirishitan Shiryō (Documenti inediti sui cristiani di Bungo) 13 e Zoku Bungo Kirishitan Shiryō (Seguito dei documenti inediti sui cristiani di Bungo).
L'opera cristianizzante ma allo stesso tempo indagatrice della cultura locale della Don Bosco Sha continuò fino alla seconda guerra mondiale, per poi riprendere vivacemente dopo il 46 anche grazie all'abbondante produzione di Marega.
Tra le opere di Marega ricordiamo anche: Il Giappone nei racconti e nelle leggende (Laterza, 1939), Memorie cristiane della regione di Ōita (Annali Lateranensi, 1939), Tracce di cristianesimo nei primordi della storia giapponese (in “Salesianum”, 1941), Le leggi anticristiane dei Tokugawa (in “Annali Lateranensi”, 1944), Chushingura (Il capolavoro dell'arte drammatica giapponese, Laterza, 1948) e infine Il primo martire (1947), Il primo persecutore (1951), Le tombe cristiane di Bungo (1956), (tutti e tre per la rivista “Gioventù Missionaria”), Ochiboshū (1961).
Diversi altri scritti furono pubblicati su riviste straniere, ricordiamo Una lettera degli inquisitori di Yedo, Sulla morte del XIV daimyō di Usuki in “Chiri Rekishi” e Dante e il Kojiki in “Rivista Buddhista” (tutti e tre scritti in giapponese) e Documents sur les Anciens Chrètiens dans la Province de Ōita in “Cahiers d'Information”.
Sul Marega uomo non abbiamo molte testimonianze. Tra le poche, efficaci sono le parole di don Stefano Dell'Angela:
Non fu, a mio parere, un fiore di giardino o di serra, ma di montagna, piuttosto burbero, restio a manifestare le emozioni che pur fortemente sentiva nel suo cuore, ma dal profumo gentile. Sacerdote che con naturalezza sapeva dialogare su argomenti di alta cultura e allo stesso tempo insegnare con amore ed umiltà il catechismo ai più umili che lo avvicinavano.
L'importanza della figura di Mario Marega è profondamente collegata al contesto storico. La presenza dei rigidi totalitarismi dei primi decenni del Novecento, sia in Italia che in Giappone, limitò fortemente, tra le altre cose, lo scambio di informazioni. È in quest'ottica che gli scritti inviati da Marega dal Giappone assunsero un'ulteriore importanza, in un'epoca ancora priva dei mezzi di comunicazione come oggi li intendiamo.
Gli anni Trenta, in cui Mario Marega arrivò in Giappone, infatti, furono caratterizzati da terrorismo politico, distruzione della libertà personale e dei principi democratici e da un nazionalismo feroce, culto dell'Imperatore e dal recupero della figura tradizionale dei samurai.

## Il fondo Marega
Il Fondo Marega, conservato al quarto piano della Biblioteca Don Bosco a Roma, costituisce una raccolta del materiale collegato all'attività di missionario di Mario Marega in Giappone dagli anni trenta agli anni settanta.
Marega ha spesso conservato diverse copie della stessa opera, permettendo agli studiosi di usufruire di contributi rilevanti per la conoscenza dell'editoria giapponese.
I primi materiali, spediti da Marega al quartier generale dei Salesiani a Torino nei primi anni cinquanta42, vennero poi spostati, per mano di don Farina, all'Istituto Storico Salesiano e, successivamente, alla Biblioteca centrale dell'Università Pontificia Salesiana di Roma.
Dal 1996, diversi lavori di perizia di Robert Campbell coadiuvato da rappresentanti del National Institute of Japanese Literature permisero una prima catalogazione del materiale (limitatamente al materiale considerato avente valore storico). Diversi materiali rimanevano tuttavia nella parrocchia di Meguro (目黒) a Tokyo (東京).
Nel 2002 viene inaugurato il vero e proprio fondo, chiamato Mario Marega Collection, che viene trasferito nella nuova Biblioteca Don Bosco.
Nel 2005, su pressione di don De Witte, amico personale di Marega, il Consiglio Ispettoriale del Giappone acconsente ad inviare tutto il materiale appartenuto a don Marega a Roma.
Ma è nel 2006 che nasce, con l'intento di aggiungere un marcato carattere biografico incentrato sul personaggio di Marega, il vero e proprio Marega Bunko, o Fondo Marega, che non si presenta come un archivio statico, ma anche come motore di attività didattiche come il recente workshop sui libri e sulle stampe giapponesi dal titolo “Japanese Antiquarium Materials: an introduction to printed books and ukiyo-e of the Edo period”, organizzato nel 2010.
Il Marega Bunko è “un cantiere in continua evoluzione, un organismo che cresce”, un'entità dinamica che si propone anche come base per delle nuove ricerche sulla storia e sulla cultura giapponese.
Il Fondo Marega è infatti ricco di materiale non ancora catalogato e digitalizzato, che potrà permettere la scoperta di nuovi fatti legati alla storia del Cristianesimo in Giappone, come la possibilità di beatificare i martiri giapponesi.
Tutto il materiale verrà nuovamente catalogato sulla base di un nuovo formato bibliografico compatibile con i servizi online OPAC e NACSIS WEBCAT.
Il Fondo rappresenta una fonte di sapere per diversi campi d'interesse: oltre alla stessa biografia di Marega, è prezioso per ricostruire la storia del Cristianesimo in Giappone, per un'analisi delle religioni e delle culture comparate e per la traduzione in italiano di opere della letteratura giapponese.
Il Marega Bunko rispecchia, inoltre, lo spirito dei salesiani in Giappone: predicare la parola di Cristo mostrando interesse per la cultura locale.
Il Fondo è suddiviso in tre sezioni: testi di letteratura giapponese, manoscritti del periodo Edo e note ed appunti personali di Marega.

### La prima parte del Fondo Marega
Questa sezione comprende manoscritti e testi a stampa letterari, religiosi e storici di periodo Edo (1603-1867) e Meiji (1868-1912). Il materiale di questa sezione è confluito da due luoghi: la parrocchia di Meguro a Tokyo, ultima dimora di don Marega, e la collezione di don Farina a Roma, inventariata nel 2002 dal National Institute of Japanese Literature di Tōkyō.
Questa prima sezione include:
1) Guide illustrate (trad. meishozue, 名所図会) corredate da spiegazioni, approfondimenti e leggende legate al luogo preso in esame; tra queste troviamo il testo più antico della prima sezione del fondo, una guida illustrata alla città di Edo, l'Edo meishoki (traducibile con “annotazioni sui luoghi celebri di Edo) risalente al 1662;
2) Opere sui valori militari tradizionali e sull'arte della guerra;
3) Testi di religione buddista;
4) Testi di educazione femminile riguardanti il galateo, il linguaggio, la composizione di poesie, la morale, ecc.;
5) Testi di fiction, i Kusazōshi (草双紙), fascicoletti illustrati diffusisi nel periodo Edo;
6) Carte geografiche del Giappone;
7) Manoscritti su tradizioni segrete legate al tiro con l'arco.
In questa prima sezione sono presenti diverse centinaia di xilografie di carattere teatrale, storico e leggendario (tra cui diverse legate al Genji Monogatari, 源氏物語, una delle opere più importanti della letteratura giapponese), mentre non troviamo materiale legato al tema della bellezza femminile: questa assenza è forse riconducibile al costo eccessivo di tali materiali per Marega, o forse per il contenuto delle opere che “non incontravano il suo gusto”.
Ogni illustrazione è corredata da una dettagliata descrizione scritta da Marega, che dimostra così la grande competenza nell'interpretare e descrivere le situazioni illustrate.
La prima parte del Fondo ha un'importanza straordinaria per gli studiosi della letteratura giapponese di periodo Edo.

### La seconda parte del Fondo Marega
La seconda sezione del Fondo, la più preziosa, raccoglie manoscritti del XVII e del XIX secolo che testimoniano la terribile repressione subita dai cristiani in Giappone nel periodo Edo (江戸時代); tra questi spiccano registri con nomi di martiri, apostasie forzate e certificati obbligatori di fede buddista.
Leggiamo in un dattiloscritto di Marega:
[…] Quando mi recavo tra i monti per cercare le tombe dei martiri, i maestri delle scuole, che mi conoscevano già, venivano a farmi da guida, così potei aver sentore dei documenti, e divenirne padrone.
Marega non nascose mai la sua profonda motivazione nel voler ricordare le vittime della repressione giapponese, dichiarando
Quando tutti questi martiri saranno ascritti all'Albo dei Santi, potrò dire che si sarà realizzato il mio più grande desiderio.
Diversi dubbi rimangono sui luoghi e sulle date precise del ritrovamento di questi materiali; con certezza possiamo limitarci a dire che lo stesso Marega abbozzò una prima classificazione del materiale ritrovato.
Con ogni probabilità molte di queste testimonianze raccolte da Marega andarono distrutte durante i bombardamenti sulla città di Ōita nella Seconda guerra mondiale.

### La terza parte del Fondo Marega
La terza e ultima parte del Fondo ha un carattere biografico e aiuta la ricostruzione del profilo di Mario Marega.
La gran parte del materiale di questa sezione è stata recuperata dalla dott.ssa Moretti dal museo Vincenzo Cimatti di Tōkyō. In questa sezione è possibile trovare diversi scritti originali dello stesso Marega, oltre a fotografie e altro materiale donato dalla famiglia del salesiano. La maggior parte dei dattiloscritti e dei manoscritti raccolti in questa sezione non sono mai stati pubblicati in nessun volume.
Sono questi materiali, in particolare, da cui possiamo estrapolare informazioni sulle abilità linguistiche e filologiche del dottor Marega; informazioni che forniscono un supporto fondamentale per ricostruire il profilo scientifico del salesiano.